# Base aérienne 922 Doullens
La base aérienne 922 Doullens, située près de la ville de Doullens, est une ancienne base radar de l'Armée de l'air française dissoute en 2006.

## Histoire
La base est créée le 1er septembre 1951 en tant que SMR 12/901 (Station Maître Radar).
Elle prend possession de l'ouvrage enterré de Lucheux en 1953.
Elle devient en 1964 le CDC 05/922 (Centre de détection et de contrôle).
La modernisation des installations se poursuit par l'implantation d'un radar tridimensionnel « Palmier » en 1968. En 1971, la station est raccordée au système de traitement « STRIDA », puis bénéficie, en 1972, d'une liaison automatique avec le système de contrôle aérien civil « CAUTRA ».
Les installations de commandement et de soutien sont installées en limite de la ville de Doullens et les installations opérationnelles sur le plateau de Lucheux, à environ 12 km de la ville.

## Unités et activités
La base aérienne 922 est dissoute en 2006.